# Горна Бела църква
Вижте пояснителната страница за други значения на Бела църква.
Горна Бела църква (изписване до 1945 година: Горна Бѣла църква; на македонска литературна норма: Горна Бела Црква) е село в югозападната част на Северна Македония, община Ресен.

## География
Селото е разположено южно от Ресен и северно от Преспанското езеро.

## История
В края на XIX век Горна Бела църква е село в Ресенска нахия на Битолска каза на Османската империя. В „Етнография на вилаетите Адрианопол, Монастир и Салоника“, издадена в Константинопол в 1878 година и отразяваща статистиката на населението от 1873 година, двете села Горна и Долна Бела църква са дадени под едно и също име Бела църква (Bélatsrkva) – едното с 35 домакинства и 37 жители мюсюлмани и 42 32 жители българи и другото с 23 домакинства и 36 жители мюсюлмани и 20 българи.
Според българския географ Васил Кънчов („Македония. Етнография и статистика“) в 1900 година Горна Бѣла църква има 110 жители българи християни и 180 арнаути мохамедани.
На Етнографската карта на Битолския вилает на Картографския институт в София от 1901 година Горна Бела църква е смесено село българи, албанци и власи в Битолската каза на Битолския санджак с 59 къщи.
По време на Илинденското въстание Горна или Долна Бела църква е нападната от турски аскер и е убит Милош Бендалов.
Всички християнски жители на Вълкодери в началото на XX век са под върховенството на Българската екзархия – според статистиката на секретаря на Екзархията Димитър Мишев („La Macédoine et sa Population Chrétienne“) в 1905 година населението на Горна Бела черква се състои от 68 българи екзархисти.
Според преброяването от 2002 година селото има 187 жители.
| Националност     | Всичко |
| северномакедонци | 0      |
| албанци          | 114    |
| турци            | 73     |
| цигани           | 0      |
| власи            | 0      |
| сърби            | 0      |
| бошняци          | 0      |
| други            | 0      |

## Личности
Родени в Горна Бела църква
- Луфти Тахир, от Бела църква, арестуван преди април 1904 година, обвинен в кражба на „няколко глави от добитъка, който се разпръснал от християнските села по време на Крушевските събития“,[8] осъден на 1 година затвор от Първостепенния наказателен отдел, лежал в Битолския затвор, амнистиран с общата амнистия от 12 април 1904 година[9]